# Wingate (Indiana)
Pour les articles homonymes, voir Wingate.
Wingate est une municipalité située dans le comté de Montgomery, dans l’État de l'Indiana, aux États-Unis. Lors du recensement de 2020, elle comptait 237 habitants.